# Zenòdot d'Alexandria
Zenòdot d'Alexandria (en llatí Zenodotus, en grec antic Ζηνόδοτος) fou un gramàtic grec, que va viure després d'Aristarc.
Va atacar les revisions que Aristarc havia fet de la Ilíada i l'Odissea d'Homer. Suides l'anomena amb l'epítet ὁ ἐν ἄστει κλήθεις  ("escriptor molt elegant").
Suides li assigna les següents obres:
- Πρὸς τὰ ὑπ᾿ Ἀριστάρχου ἀθετούμενα τοῦ ποιητοῦ.
- Πρὸς Πλάτωνα περὶ θεῶν.
- Περὶ τῆς Ὁμηρικῆς συνηθείας.
- Λύσεις Ὁμηρικῶν ἀπορημάτων.
- Εἰς τὴν Ἡσιόδου θεογονίαν.[1]